# Adamira oder Das verliebte und geliebte Ehrenbild
Adamira oder Das verliebte und geliebte Ehrenbild (Originaltitel: Adamira ovvero la statua dell’onore sowie Varianten, z. B. L’amore nella statua) ist ein dreiaktiges Schauspiel in Prosa von Giacinto Andrea Cicognini.

## Vorlagen und Überlieferung
Entstanden ist dieses an der Dramaturgie von Lope de Vega orientierte Stück zwischen 1646 und 1649. Die italienische Forschung hat gleich in drei von Lope’s Stücken, nämlich in La fuerza lastimosa, El galán Castrucho  sowie La gallarda toledana szenische und dramaturgische Anregungen eruiert. 

Überliefert ist Adamira ovvero la statua dell’onore in zwei nicht datierten Handschriften, eine davon wird in der Biblioteca Riccardiana in Florenz, die andere in der Biblioteca Casanatense in Rom aufbewahrt. Ab ca. 1657 ist das Stück in zahlreichen Drucken erschienen, eine französische Übersetzung erschien erstmals 1719. Der breiten Überlieferung steht die Tatsache entgegen, dass die Forschung weder in Cicogninis Geburtsstadt Florenz, noch in anderen Städten Aufführungsnachweise für die Adamira im italienischen Sprachraum ermitteln konnte.

Im deutschsprachigen Raum erlebte das Stück 1681 seine Erstaufführung in italienischer Sprache, und zwar am Innsbrucker Hof zu Ehren der Herzogin Eleonore. Die erste derzeit nachweisbare Aufführung der Adamira in deutscher Sprache wurde am Dresdner Hof während des Karnevals 1684 durch die Truppe von Johannes Velten gegeben. Aus dem Zeitraum 1684 bis 1722 sind rund acht weitere Aufführungen bekannt, die teilweise auch durch gedruckte Theaterzettel dokumentiert sind. Es ist davon auszugehen, dass es sich um ein oft gespieltes Stück handelt, obwohl es nur in einer Handschrift überliefert ist, nämlich innerhalb der Sammelhandschrift mit der Signatur Ia 38.589 der Wienbibliothek. 

Erwähnenswert sind schließlich die Berührungspunkte zwischen Adamira oder Das verliebte und geliebte Ehrenbild mit dem Opernlibretto Orontea Regina d’Egitto, das vom deutschen Berufstheater als Prosastück u. a. unter dem Titel Die große ägyptische Königin Oronthea aufgeführt wurde. Es gibt in diesem letztgenannten Stück nämlich kein Motiv, das in der komplexeren und personenreicheren Adamira nicht ebenfalls enthalten wäre.

## Inhalt
Die bildschöne Prinzessin Adamira, die einzige Tochter des norwegischen Königs Indamoro, weist alle ihre Verehrer zurück, vielmehr sehnt sie sich nach dem Tod. Einen Grund für ihr Leiden kann sie aber nicht einmal dem besorgten bis von ihrem Widerspruchsgeist gereizten Vater nennen. Es ist das Privileg des Theaterpublikums diesen zu erfahren. Adamira ist ebenso unsterblich wie unglücklich in die aus Marmor gefertigte Statue der Ehre verliebt, die im Palastgarten steht. Diese obsessive Liebe ist der Dreh- und Angelpunkt des mit fantastischen, komödiantischen und melodramatischen Elementen durchsetzten Schauspiels. 

Als Laureno, das ist die als Gärtner des Königs verkleidete Prinzessin Dionisia aus Dänemark, Adamira im verzweifelten Selbstgespräch mit der Statue belauscht, schmiedet er/sie einen Plan, um sich damit an ihrem untreuen Gemahl Prinz Heinrich von Schweden zu rächen, der sie verlassen hat und nun Adamira nachstellt. In diesem Plan spielt Perido, er ist ebenfalls in Adamira verliebt, eine Schlüsselrolle. Laureno gibt gegenüber Adamira vor, ein Mittel gefunden zu haben, um die Statue zum Leben zu erwecken, während er Perideo anweist, sich auf den Sockel der Ehrenstatue zu stellen, das zum Leben erwachte Bildnis zu mimen und Adamira zu verführen. Zusätzlich zieht sich Laureno/Dionisia in dieser Nacht die Kleider Adamiras an, um so ihren untreuen Gemahl erneut zum Liebesspiel mit ihr zu bewegen. 

Im dritten Akt strengt König Indamoro die Aufklärung der Vorkommnisse dieser umfassenden Liebesnacht an, was neben den Verwechslungen und Verkleidungen durch Ränke der mannstollen Kurtisane Drusilla sowie der trotz ihres fortgeschrittenen Alters in den jungen Laureno verliebten Pasquella erschwert wird. Immerhin wird die ‚Statue‘ in flagranti ertappt als sie sich ein zweites Mal mit Adamira vergnügt, Perideo wird somit als Betrüger und vor allem als nicht standesgemäßer und damit schändlicher Liebhaber der Prinzessin entlarvt. Und während der König als Konsequenz seiner peinlichen Befragungen zur Rettung der Ehre mal Zwangsehen stiften will, mal Todesstrafen exekutieren, treten Stück für Stück jene Wahrheiten ans Licht, die nichtsdestotrotz einen glücklichen Ausgang mit Mehrfachhochzeiten erlauben.

Als besonders markante Figur kann Pasquella gelten. Einerseits kann sie als vermeintliche Mutter von Perideo und Witwe eines Seeräubers entscheidend zu Aufklärung der Wirrnisse beitragen, vor allem aber verhält sie sich am Hof so selbstbewusst und ungeniert, dass ihre stets das Leibliche pointierenden Reden komödiantisch-entlarvende Kraft entfalten. Die zwei weiteren Narrenfiguren, Fichetto und Despino, letzterer mutiert im deutschen Spieltext zu Hans Wurst, stehen damit deutlich im Schatten der 'komischen Alten'.

## Besondere Aufführungen
Als die Prinzipalin Catharina Velten mit ihrer Truppe 1707 in Kopenhagen das Stück unter dem Titel Statua, Oder: Die in eine marmorsteinernes Bild verliebte Prinzessin Adamira spielte, wurde gemäß Theaterzettel der von Cicognini als Spielort definierte norwegische Hof, vom Norden Europas in den Süden verlagert. Dadurch, dass sich im italienischen Text die Liebesintrigen zwischen „schwedischen, dänischen und norwegischen Prinzen und Prinzessinnen“ ereignen, habe Cicognini „durch die blaue Ferne den romantischen Effekt“ erhöht, nimmt Julius Paludan an, und folgert: „Wahrscheinlich zu demselben Zwecke hat der deutsche Bearbeiter die Scene nach Spanien und Italien zurück verlegt, weil diese Gegenden im Norden als Land der Romantik galten.“